# Armando H. Rodríguez Hernández
Armando Humberto Rodríguez Hernández (Arcos de Canasí, Cuba, 6 de diciembre de 1922 – Veracruz, México, 27 de octubre de 2008)  Jugador de béisbol juvenil de Cuba y árbitro muy destacado internacionalmente en este deporte, por sus conocimientos de las reglas del juego y su aplicación en todos los estadios beisboleros en que actuó durante 42 años. Fue el primer cubano y latinoamericano en actuar en las Grandes Ligas de los EE. UU. 
Representó a Cuba y Venezuela en 16 Series del Caribe y durante varios años fue instructor en Santander, España, y Milán, Italia. 
Sus logros han sido inmortalizados en cinco Salones de la Fama del béisbol profesional.

## Sus primeros pasos en el béisbol
Armando Rodríguez, apodado por sus amigos “el Guajiro”, nació el 6 de diciembre de 1922 en la Finca Semanat, cerca del poblado de Arcos de Canasí, entonces Provincia de Matanzas, Cuba.
Siendo aún niño su familia se muda al cercano batey del Central Hershey, donde comienza a jugar con otros chicos al béisbol, el deporte nacional cubano al que se mantuvo ligado toda su vida.
En la década de los ‘30 comenzó a jugar béisbol juvenil y más tarde en la Liga Nacional de Béisbol Amateur de Cuba vistiendo, entre otros, los uniformes de los equipos Deportivo de Matanzas, Juventud Católica de San Antonio de Río Blanco, Equipo Caraballo y el Hershey’s Sport Club, en los que jugaba cubriendo diferentes posiciones y en ocasiones la de árbitro. En esa época compartió experiencias con otras figuras legendarias del béibol cubano como Ángel Fleitas, Antonio “Quilla” Valdés, Rogelio "Limonar" Martínez, Pedro "Natilla" Jiménez, Sandalio Consuegra, etc.
En 1937 fue seleccionado para participar en un Campeonato Mundial, donde ocupó las posiciones de primera base y de lanzador.
Su actividad deportiva comenzó ligada, como la de tantos otros niños cubanos, a un guante, un bate y una pelota de béisbol, su pasión iba más allá y pronto se dio cuenta de que lo que más le atraía era el arbitraje. 
A pesar de ser un jugador disciplinado, tenaz y entusiasta, después de lesionarse durante un juego, decidió emprender un nuevo camino dentro del mundo del béisbol.

## Salto al béisbol profesional
Su actividad en el béibol profesional comenzó en 1938, en el antiguo estadio de “La Tropical” en Marianao, La Habana, donde actuó por primera vez como árbitro de la mano de su maestro y mentor Amado Maestri. Allí comenzó su idilio con el arbitraje que duró 42 años, actuando en más de 60 temporadas en México, Venezuela, EE. UU., República Dominicana, Puerto Rico, Panamá y Colombia.
A principio de la década de los ’40 se traslada a residir en el poblado de San Antonio de Río Blanco del Norte, allí contrae matrimonio el 5 de diciembre de 1953 con la Maestra Normal Hilda María Pérez, con la que tuvo dos hijos, Armando y Carlos Humberto.

A mediados de los ’50 comenzó a trabajar como árbitro en la Liga Cubana de Béisbol Profesional, que contaba entonces con cuatro equipos: La Habana, Almendares, Cienfuegos y Mariano, lo que hacía de esta un circuito muy fuerte y de muy alto nivel, siendo, incluso, considerada superior a la Triple A. En esta Liga actuó durante seis temporadas. 
Un hecho memorable de su carrera durante este período, sucedió el 26 de octubre de 1957 en el Estadio del Cerro, cuando al decretar una falsa jugada del lanzador del equipo Cienfuegos, el norteamericano Danny McDevitt, este molesto, lo insultó y le lanzó la pelota para golpearlo, por lo que resultó expulsado del juego. McDevitt reaccionó aun con más violencia y fuera de control le agrede físicamente, por lo Armando en defensa propia le asestó un golpe con la careta, produciéndole una herida en la cabeza.
Como resultado del altercado Rodríguez fue suspendido de toda actividad durante 15 días y McDevitt hubo de pagar 50 dólares de multa por su provocación.

## Carrera internacional
Su consagración como uno de los mejores árbitros de béisbol de Cuba hace que sea contratado para actuar en diferentes ligas de béisbol de los países antes mencionados.
En 1958 debuta en la Liga Mexicana de Béisbol  y en 1959 es invitado por el entonces presidente de esta liga, el Ing. Carlos Rubio Álvarez  para actuar en el circuito de verano, en cuyos campos beisboleros impartió justicia durante 20 temporadas.
Desencantado con los cambios que introducía en Cuba la revolución castrista y principalmente por la firma de la Resolución 83-A del Instituto Nacional de Educación Física y Recreación (INDER) que puso fin a la práctica del béisbol profesional en la isla, opta por el exilio y junto a su familia se radica definitivamente en su segunda patria: México. Instaló su hogar en Veracruz, ciudad a la que en 1960 había sido invitado a residir, por su amigo Roberto "Beto" Ávila, tras vivir un año en Ciudad de México.
En 1961 actuó en la Liga Invernal de Nicaragua y en 1962 se trasladó a Venezuela, donde fungió como jefe de árbitros por espacio de una década.
Debuta en la Triple A en 1966 y durante 4 años arbitró los juegos de entrenamiento de pretemporada para las Grandes Ligas (MLB), en la Liga de La Toronja de la Florida.
Durante la Serie del Caribe de 1971, se le ofrece la posibilidad de ascender en su carrera de árbitro a las Grandes Ligas, la cima mundial del deporte de las bolas y los strikes. En aquel momento no puede aceptar la oferta y regresa a México, hasta que en 1974 es llamado para firmar el contrato con las MLB, trabajo que en esta ocasión acepta con mucho agrado.
El 4 de abril de 1974 debuta en las Grandes Ligas de Béisbol, en el Arlington Stadium, calificando los lances del juego en la tercera base, en un encuentro entre los Vigilantes de Texas y los Atléticos de Oakland. Un hecho histórico que lo convierte en el primer cubano y latinoamericano en alcanzar tan alta posición, aun con los inconvenientes de contar con 51 años de edad y de no hablar el idioma inglés.
Después de concluida la serie de 1975, por situaciones personales abandona la Ligas Mayores y decide regresar a las de México y Venezuela.
Al inicio de un juego de la serie Juárez-Laredo en junio de 1976, se ve obligado a interrumpirlo, producto de un fuerte dolor en la espalda. Es hospitalizado de urgencia en Ciudad Juárez, donde se le diagnostica una avanzada enfermedad renal, que lo mantiene alejado del béisbol durante un tiempo.
Es nombrado para el cargo de Vicepresidente del Club Rojos del Águila de Veracruz en 1979, cargo que ocupó durante 5 años.
Ocupó igualmente el cargo de Alto Comisionado de la Liga Invernal Veracruzana y trabajó como instructor de árbitros para ese circuito, así como para el béisbol del gobierno del estado.
Abandona definitivamente su carrera de árbitro en 1980 y comienza a trabajar en PEMEX hasta su jubilación.
En el año 2005 conjuntamente con el gobernador del Estado de Veracruz y el director del Instituto Veracruzano del Deporte, trabaja en la creación de la Liga Invernal Veracruzana y la Academia de Árbitros de Veracruz.
Producto de una severa neumonía, fallece el 27 de octubre de 2008 en la sala de urgencias del Hospital Pemex de Veracruz.
El “Guajiro” gozó siempre de una recia personalidad que inspiraba el respeto tanto de los jugadores, como de todo el personal técnico. Basado en un profundo conocimiento de las reglas del juego de béisbol, en su experiencia y en su sentido de justicia; sus veredictos eran muy bien calculados e imparciales. 
Por norma imponía su autoridad en el terreno de juego y no era muy propenso a aceptar réplicas a sus decisiones, por lo que no demoraba mucho en decretar la expulsión de un jugador.

## Logros
Por su larga y fructífera trayectoria fue inmortalizado en los Salones de la Fama del béisbol de México, Nueva York, Washington, Pabellón de las Series del Caribe y el de Cuba (En el exilio, con sede en Miami).